# 녹동초등학교
녹동초등학교는 대한민국 전라남도 고흥군에 있는 공립 초등학교이다.

## 학교 연혁
- 1937년 6월 24일 도양공립보통학교 녹동분교장 설립인가
- 1941년 3월 31일 녹동국민학교 승격 개교
- 1947년 7월 1일 소록도국민학교 본교 병합
- 1947년 8월 11일 소록도국민학교 분리
- 1966년 3월 1일 봉암분교장 설치
- 1968년 3월 1일 봉암국민학교 분리
- 1976년 3월 1일 소록도분교장 본교로 편입
- 1989년 3월 1일 득량분교장 본교로 편입
- 1992년 3월 1일 병설유치원 개원
- 1993년 9월 1일 시산분교장 본교로 편입
- 1996년 3월 1일 녹동초등학교로 개칭
- 1997년 3월 1일 화도분교장 통폐합
- 1999년 3월 1일 상도분교장 통폐합
- 1999년 9월 1일 도양초등학교, 봉암초등학교, 득량분교장 통폐합
- 2018년 3월 1일 제26대 박순덕 교장 부임
- 2019년 2월 15일 제77회 졸업(74명) (졸업생 총수: 15,127명)

## 현재 분교장
- 녹동초등학교 소록도분교
- 녹동초등학교 시산분교

## 참고 자료
- 녹동초등학교 - 한국교육학술정보원 학교알리미